# Ilex praetermissa
Ilex praetermissa är en järneksväxtart som beskrevs av R. Kiew. Ilex praetermissa ingår i släktet järnekar, och familjen järneksväxter. Inga underarter finns listade i Catalogue of Life.